# Död man lever
Död man lever (engelska: Seconds) är en amerikansk science fiction- och thrillerfilm från 1966 i regi av John Frankenheimer. Den hade premiär i maj 1966 då den visades i tävlingssektionen vid filmfestivalen i Cannes.
Död man lever är baserad på romanen Seconds av David Ely. Utomhusscenerna spelades in på Grand Central Station i New York, i Scarsdale, New York och i Malibu i Kalifornien. Fotografen James Wong Howe nominerades till en Oscar för bästa foto. Filmen valdes 2015 ut av USA:s kongressbibliotek för att bevaras i National Film Registry.

## Handling
Affärsmannen Arthur Hamilton är missnöjd med sitt liv, när han kontaktas av sin vän Charlie som han trott var död låter han sig övertalas av honom att låta ett mystiskt företag ge honom plastikkirurgi. Arthur vaknar upp som en mycket yngre man och flyttar till Kalifornien där han antar identiteten Antiochus Wilson, en etablerad konstnär. Han förälskar sig i Nora Marcus, men upptäcker att hon är anställd av företaget och att alla hans nya vänner genomgått samma förändring som han själv. Arthur återvänder till sitt gamla liv men hans fru känner inte igen honom och han klarar inte av att anpassa sig till sitt nya liv och vänder sig åter till företaget.

## Medverkande
| Rock Hudson      | – Antiochus "Tony" Wilson              |
| Salome Jens      | – Norma Marcus                         |
| John Randolph    | – Arthur "Art" Hamilton                |
| Will Geer        | – den gamle narren, ledaren för CBS    |
| Jeff Corey       | – Mr. Ruby, anställd på CBS            |
| Richard Anderson | – doktor Innes, kirurgen               |
| Murray Hamilton  | – Charlie Evans, Hamiltons ungdomsvän  |
| Karl Swenson     | – Dr. Morris, prästen                  |
| Khigh Dhiegh     | – Davalo, Tony Wilsons rådgivare       |
| Frances Reid     | – Emily Hamilton, Arthur Hamiltons fru |
| Wesley Addy      | – John, Tonys betjänt                  |